# Robert Demachy
Robert Demachy (Saint-Germain-en-Laye, 7 luglio 1859 – Hennequeville, 29 dicembre 1936) è stato un fotografo francese esponente del pittorialismo.

## Vita

### La gioventù (1859-1875)
Léon-Robert Demachy nasce a Saint-Germain-en-Laye,nei dintorni di Parigi, il 7 luglio del 1859. I genitori, Charles Adolphe Demachy (1818–1888) e Zoé Girod de l'Ain (1827–1916), hanno altri due figli, Charles Amédée (1852–1911) e Adrien Édouard (1854–1927), e una figlia,  Germaine (1856-1940?). Il padre Charles è un banchiere e la famiglia di Demachy è benestante. Robert non ha bisogno di lavorare per vivere. Curiosamente in gioventù decide di eliminare dal suo nome la prima parte ed è universalmente noto solo come “Robert”.
I primi anni della vita di Demachy, trascorsi nella villa di famiglia al numero 13 di Rue François Premier a Parigi, sono idilliaci. L'estate la passa di solito nella villa di “Villers-sur-Mer” in Normandia. Viene educato nella scuola dei Gesuiti di Parigi, parla correntemente inglese ed è un buon musicista. Suona il violino.
Circa nel 1870, Demachy, la madre e i fratelli lasciano Parigi per Bruxelles per evitare i rischi connessi alla guerra franco-prussiana. Il padre rimane invece a Parigi.
Alla maggiore età Robert Demachy è volontario nell'esercito, ma per breve tempo. Subito dopo, alla metà degli anni '80 lo troviamo a frequentare i caffè parigini ed a partecipare attivamente alla vita bohemienne della città. È in questi anni che Robert inizia a ritrarre i padroni dei caffè e la gente per le strade di Parigi. Una pratica che non abbandonerà mai per il resto della sua vita.

### I primi anni (1876-1899)

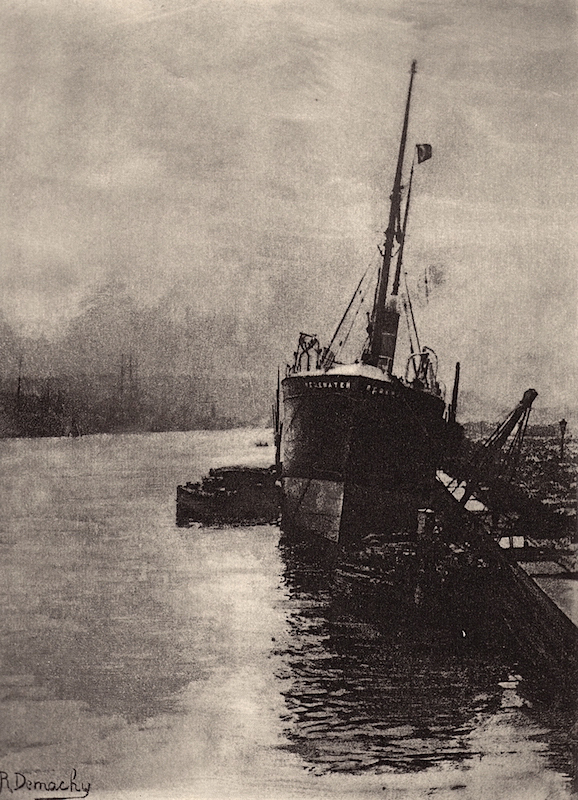
Rouen - Pubblicato in Camera Notes, Vol. 1, No 3, 1898

Ad un certo punto alla fine degli anni '80 del 1800 inizia a fotografare. Non è noto chi o cosa abbia influito sulla sua scelta, quello che è noto è che spenderà i prossimi trenta anni della sua vita a fare fotografie ed a scrivere intensamente sulla fotografia. Dato che la disponibilità di denaro per lui non è certo un problema, potendovi dedicare ampiamente tempo e mezzi, diventerà in breve tempo perfettamente padrone della tecnica.
Nel 1882 Demachy viene ammesso nella "Société Française de Photographie", che gli consente di venire a contatto con alcuni dei fotografi più influenti d'Europa. 
Non è però in accordo con la visione conservativa di molti fotografi e per questo motivo nel 1888 si mette d'accordo con Maurice Bucquet per formare un nuovo club, il "Photo-Club de Paris". I membri di questo club si rifanno all'estetica della fotografia pittorialista e il ruolo del Photo Club è simile in Francia al ruolo della Photo-Secession negli stati Uniti .
Nel 1889, mentre è in visita alla Esposizione Universale di Parigi, incontra Julia Adelia Delano. Adelia appartiene ad un'importante famiglia degli Stati Uniti ed è una lontana parente del futuro presidente Franklin Delano Roosevelt. Nel maggio del 1893 Robert e Adelia si sposano a Parigi, si trasferiscono nella residenza di famiglia di lui in Rue François Premier. E avranno due figli maschi, Robert-Charles, nel 1894, e Jacques François nel 1898. Jacques diventerà poi un noto illustratore di moda.
Nel 1890 Demachy è uno dei primi francesi a possedere un'automobile, una Panhard. Ne avrà altre tre, tutte dello stesso modello.
Nel 1894 inizia ad utilizzare per la stampa delle sue fotografie la tecnica della gomma bicromata un processo introdotto da poco da A. Rouillé-Ladevèze al Salon di Parigi.
In particolare Demachy ama manipolare in maniera molto pesante sia il negativo di partenza che la successiva stampa. Egli contribuirà molto al successo di questa tecnica e della conseguente estetica fra i fotografi francesi. Nello stesso anno organizza, con i fotografi Constant Puyo, Le Begue e Bucquet il primo Salone basato sui principi estetici del Photo Club.
Nel 1895 la sua esposizione di stampe alla gomma bicromata contribuisce alla sua notorietà internazionale e nello stesso anno viene accettato nel prestigioso club londinese Linked Ring.
Nel 1897 pubblica il suo primo libro insieme a Alfred Maskell, L'acquatinta fotografica, ovvero il processo della gomma bicromata (Photo-aquatint or Gum Bichromate Process) Londra: Hazell, Watson & Vinery
Nel 1898 entra in corrispondenza con Alfred Stieglitz, i due manterranno fitti contatti epistolari per almeno quindici anni.

### Maestro della Fotografia (1900-1913)
Durante questi anni Demachy continua a scrivere sulla fotografia e presto diventa uno degli autori più prolifici sul tema. Durante la vita scrive non meno di mille articoli sull'estetica fotografica e sulla manipolazione delle stampe.

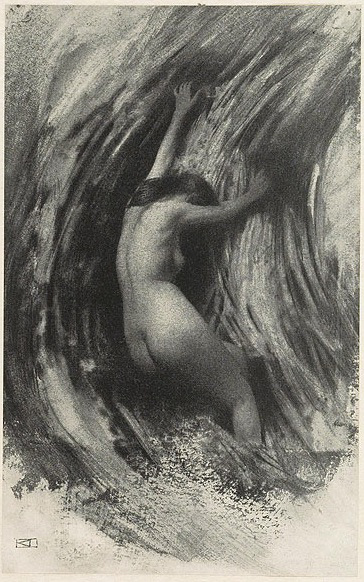
Struggle - Pubblicato in Camera Work, No 5, 1904

Nel periodo fra il 1900 e il 1913 Demachy espone per cinque volte le sue stampe alla Royal Photographic Society di Londra:
All'epoca una mostra personale era considerata un grande onore per qualsiasi fotografo, ma cinque in soli dieci anni era senza precedenti. Il critico A.J. Anderson scrisse “in verità, Robert Demachy non è un uomo, ma un miracolo”.
Ogni mostra segna un nuovo successo della sua carriera. Nel 1904 sei sue fotografie sono pubblicate sulla famosa rivista Camera Work di Alfred Stieglitz.
Nello stesso anno inizia a sperimentare una tecnica nota come Oleotipia, una tecnica di stampa inventata quello stesso anno da G.E.H Rawlins. Anche questa tecnica permette un grande controllo sulla stampa consentendo a Demachy di fondere ancora più intimamente l'estetica pittorica con quella fotografica.
Ovviamente in molti suoi scritti Demachy ci tiene a precisare che non basta utilizzare queste tecniche di manipolazione per rendere una fotografia un'opera d'arte. Un vero artistà – dirà -  deve sapere dove porre l'accento, ridurre la definizione e dove nascondere o esaltare le forme, più che sapere come farlo. 
Nel 1905 Demachy entra a far parte della Royal Photographic Society. Lui e il pittorialista Constant Puyo selezionano le foto dei francesi per la mostra della società. Ne fanno parte venti loro immagini. 
All'incirca nel 1906 abbandona il processo della gomma bicromata in favore della stampa al bromolio, una tecnica derivata dalla oleotipia, proposta da Edward John Wall e ulteriormente perfezionata da Demachy stesso. Con Puyo scrive e pubblica Procédés d'art en photographie (Paris: Photo-Club de Paris).
Continua la ricerca di nuovi modi per manipolare le sue immagini e, nel 1911, perfeziona la tecnica di stampa al bromolio, già a suo tempo suggerita da Wall. Negli anni successivi espone le sue fotografie a Parigi, Vienna, Londra e New York.
Il molto tempo dedicato da Demachy alla fotografia lo porta a trascurare la moglie Adelia, che nel 1909 chiede ed ottiene il divorzio. All'epoca un divorzio faceva ancora scandalo. Adelia si risposa due anni dopo.

### Gli ultimi anni (1914-1936)
Senza dare spiegazioni Demachy smette improvvisamente di fare fotografie nel 1914. Si rifiuta persino di scattare le foto ricordo dei nipoti. Nessuno è stato in grado di spiegare un così repentino cambiamento. La cosa coincide con l'inizio della prima guerra mondiale. Non vi sono tuttavia prove che vi sia un collegamento fra le due cose. Non smette tuttavia di disegnare e di partecipare a qualche mostra.
Dopo la morte della madre, nel 1916, Demachy si trasferisce prima in un appartamento a Montmarte e successivamente in campagna. Sua unica compagnia di rilievo: i suoi cani.
Demachy muore per aterosclerosi il 29 dicembre del 1936. Due giorni dopo è tumulato nella tomba di famiglia, al cimitero monumentale di Père Lachaise a Parigi.
Prima di morire distrugge tutti i suoi disegni e dona le fotografie alla Royal Photographic Society e al Photo-Club de Paris.

## Galleria d'immagini

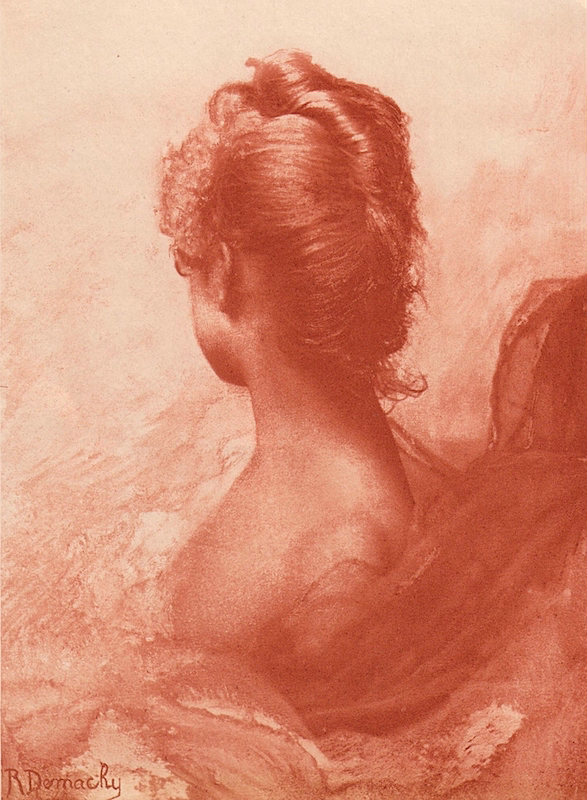
Studio in Rosso, 1898
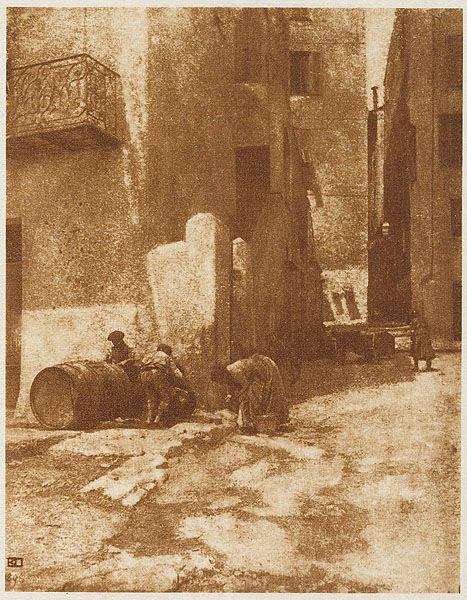
Une strada a Mentone, 1904
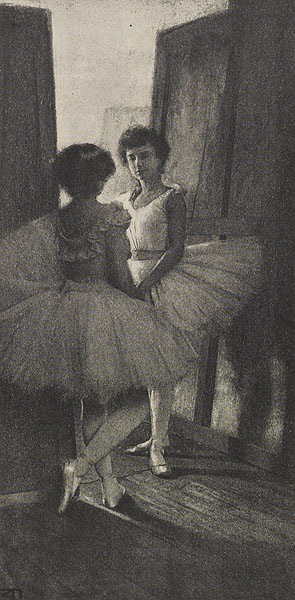
Dietro le scene, 1904
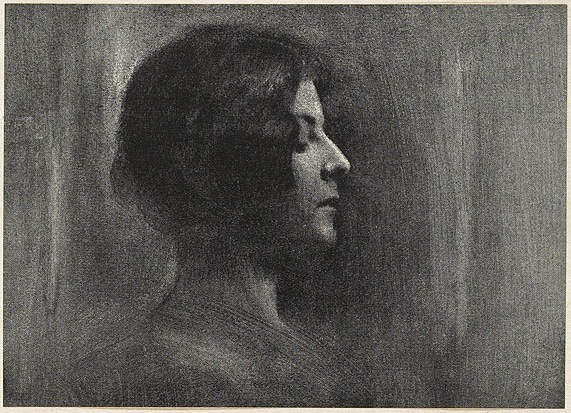
Severità, 1904
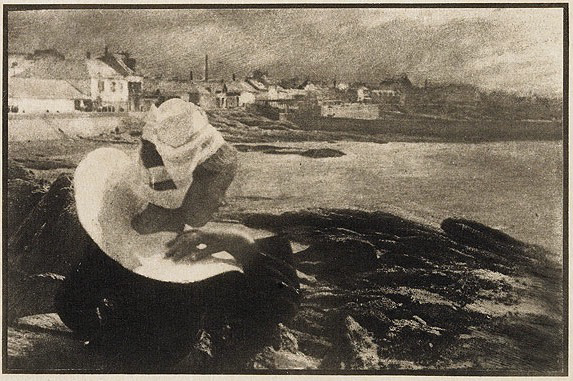
In Brittany, 1904
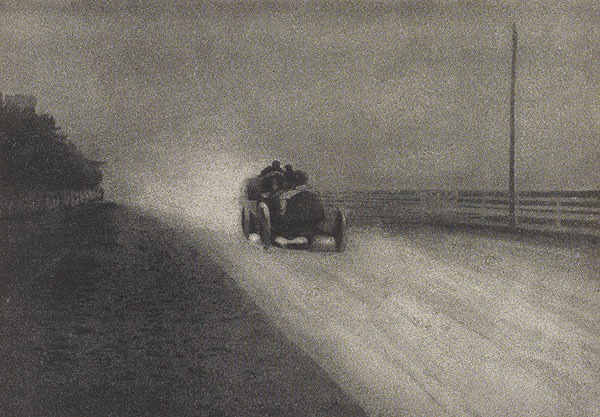
Velocità, 1904
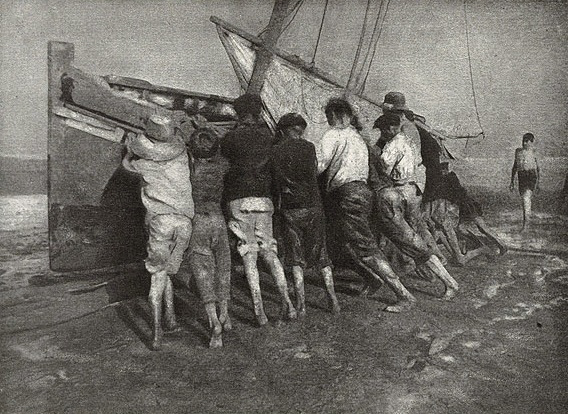
Sforzo, 1905
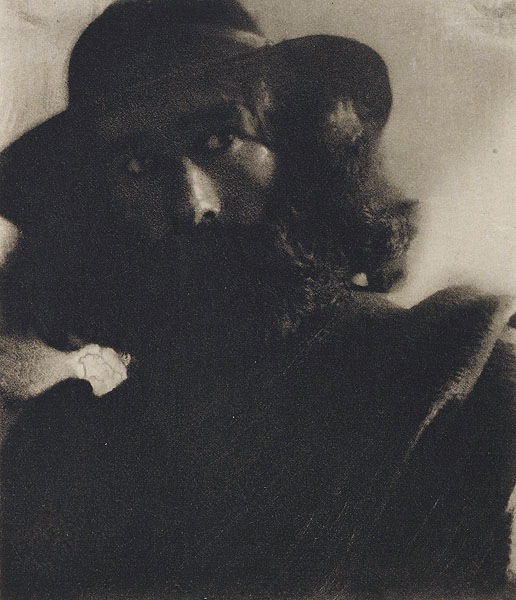
Una Modella, 1906
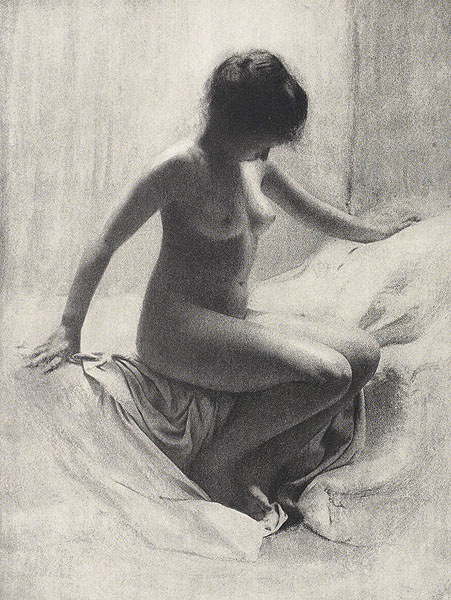
Studio, 1906
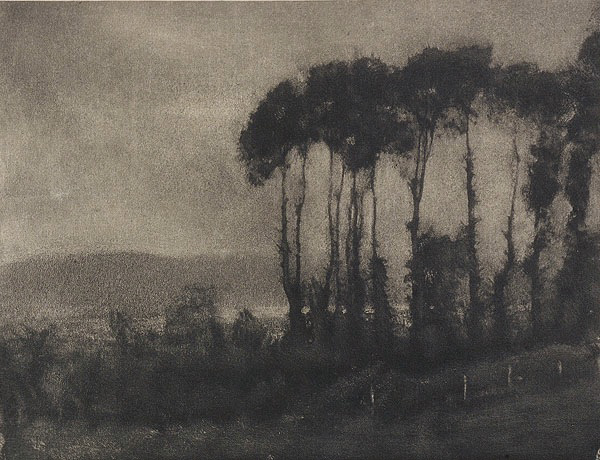
Valle di Toucques, 1906